# Гранд Централ. Атомне кохання
«Гранд Централ» або «Атомне кохання» (фр. Grand Central) — франко-австрійський фільм-драма режисера Ребекки Злотовськи, поставлена у 2013 році. Фільм брав участь у програмі «Особливий погляд» 66-го Каннського кінофестивалю та отримав Приз Франсуа Шале.

## Сюжет
Гарі — спритний молодик, який все схоплює на льоту, нещодавно отримав роботу на атомній станції. Його найняли в технічний відділ на сервісне обслуговування реактора, виконання завдань з високим ризиком опромінення. Гарі, який до цього ніколи не мав постійної роботи і лише перебивався випадковими заробітками, радіє стабільності, друзям, що з'явилися, і хорошій зарплаті.
Нові колеги пояснюють парубкові, що за ці гроші він продає власне здоров'я, щодня отримуючи дозу радіації і наражаючись на смертельну небезпеку. На одній з вечірніх посиденьок хлопець знайомиться з дружиною свого друга Кароль, яка просто зводить його з розуму. З моменту їх зустрічі він просто не може перестати про неї думати, і хоча у Кароль є чоловік — новий друг і колега Гарі, це не стає перешкодою пристрасті, що несподівано спалахнула, та загрожує перетворитися на небезпечну лавину. Заборонене кохання і радіація поступово отруюють Гарі. Кожен новий день становить загрозу.

## У ролях
| Актор(ка)             |   | Роль                  |
| --------------------- | - | --------------------- |
| Тахар Рахім           | • | Гарі Манда            |
| Леа Сейду             | • | Кароль                |
| Олів'є Гурме          | • | Жиль                  |
| Дені Меноше           | • | Тоні                  |
| Жоан Ліберо           | • | Тшерно                |
| Ножа Куадра           | • | Марія, лікар          |
| Науель Перес Біскаярт | • | Айзек                 |
| Каміль Лелюш          | • | Жеральдін             |
| Гійом Вердьє          | • | Бертран               |
| Марі Берто            | • | Моралі                |
| Марго Форе            | • | сестра Гарі           |
| Джулі Мольєр          | • | вербувальниця         |
| Карім Леклу           | • | продавець автомобілів |

## Нагороди та номінації
| Рік  | Нагорода                                 | Категорія                        | Номінант                      | Результат |
| ---- | ---------------------------------------- | -------------------------------- | ----------------------------- | --------- |
| 2013 | Віденський кінофестиваль                 | Приз ФІПРЕССІ                    | Ребекка Злотовськи            | Перемога  |
| 2013 | Кінофестиваль романтичного кіно в Кабурі | Гран-прі «Золотий Сван»          | Ребекка Злотовськи            | Перемога  |
| 2013 | Каннський кінофестиваль                  | Приз Франсуа Шале                | Ребекка Злотовськи            | Перемога  |
| 2013 | Каннський кінофестиваль                  | Приз програми «Особливий погляд» | Ребекка Злотовськи            | Номінація |
| 2014 | Премія «Сезар»                           | Найкращий актор другого плану    | Олів'є Гурме                  | Номінація |
| 2014 | Премія «Люм'єр»                          | Найкращий фільм                  | Гранд Централ. Атомне кохання | Номінація |
| 2014 | Премія «Люм'єр»                          | Найкращий режисер                | Ребекка Злотовськи            | Номінація |
| 2014 | Премія «Люм'єр»                          | Найкращий актор                  | Тахар Рахім                   | Номінація |
| 2014 | Премія «Люм'єр»                          | Найкраща акторка                 | Леа Сейду                     | Перемога  |
| 2014 | Премія «Люм'єр»                          | Спеціальний приз                 | Ребекка Злотовськи            | Номінація |